# Sexycon
Pour plus de détails, voir Fiche technique et Distribution.
Sexycon (40 gradi all'ombra del lenzuolo) est une comédie érotique italienne en cinq sketches réalisée par Sergio Martino et sortie en 1976.

## Synopsis
La Belle Jument (La cavallona)
« La Belle Jument » est le surnom donné à Emilia Chiapponi, une jeune femme prospère et charmante, mariée à un homme distingué, qui vit dans une ville de Romagne, Faenza. Tous les hommes des alentours lui font de l'œil et rêveraient d'une aventure avec elle. Le seul qui ne la reluque pas est Cavaliere Marelli, mais il cache bien son jeu : en réalité, Marelli appelle Emilia chaque soir pour lui raconter tous les fantasmes qu'elle évoque chez lui. D'abord amusée par la fougue et l'audace de Marelli, Emilia laisse bientôt elle aussi travailler son imagination...
En panne des sens (L'attimo fuggente)
Deux conjoints sont incapables d'avoir des rapports sexuels satisfaisants à cause du manque d'excitation de l'homme, Filippo, malgré l'attractivité de la femme, Esmeralda. Pour surmonter ce manque de virilité, le couple s'adonne à un jeu de rôle où Esmeralda incarne une aristocrate et Filippo son chauffeur. 
Le Garde du corps (La guardia del corpo)
Alex, garde du corps, est chargé de protéger la vie d'une belle jeune femme, Marina. Pour accomplir son devoir, Alex n'hésite pas à suivre Marina partout, dans sa chambre, dans sa salle de bain et même lorsqu'elle se déshabille, la privant ainsi de toute intimité. En raison de ce zèle, Alex aura maille à partir avec le prétendant de Marina, François.
Pour une heure d’amour (I soldi in bocca)
À Zurich, Salvatore est un jeune homme excentrique qui se présente au domicile de Barbara, l'épouse aisée d'un avocat influent, Ignazio. Salvatore propose à Barbara des rapports sexuels en échange de 20 millions de lire. D'abord offensée, Barbara accepte finalement de s'encanailler avec le jeune homme...
Vue imprenable (Un posto tranquillo)
À Naples, Adriano est un homme distingué cherchant à louer un appartement dans un immeuble. Lorsqu'il le visite, il surprend la locataire voisine, Marcella, sur le point de se suicider en se jetant dans le vide. Il la convainc d'y renoncer et loue l'appartement. Mais alors qu'il se rapproche de Marcella, Adriano s'aperçoit qu'elle possède un chien particulièrement jaloux...

## Fiche technique
Sauf indication contraire, les informations mentionnées dans cette section peuvent être confirmées par la base de données cinématographiques IMDb,  présente dans la section « Liens externes ».
- Titre original : 40 gradi all'ombra del lenzuolo[1] (litt. « 40 degrés à l'ombre des draps »)
- Titre français : Sexycon ou Sexi con ou Sexe avec un sourire ou Trois dans un lit[2]
- Réalisateur : Sergio Martino
- Scénario : Sergio Martino, Tonino Guerra, Giorgio Salvioni
- Photographie : Giancarlo Ferrando (it)
- Montage : Eugenio Alabiso
- Musique : Guido et Maurizio De Angelis
- Son : Roberto Petrozzi[3]
- Décors : Elena Ricci Poccetto[3]
- Costumes : Luca Sabatini[3]
- Société de production : Medusa
- Pays de production :  Italie
- Langue originale : italien
- Format : Couleur par Eastmancolor - 1,85:1 - Son mono - 35 mm
- Durée : 105 minutes (1 h 45)
- Genre : Comédie érotique italienne
- Dates de sortie :
  - Italie : 9 janvier 1976
  - France : 18 mai 1977

## Distribution
La Belle Jument (La cavallona)
- Tomas Milian : Cavaliere Marelli
- Edwige Fenech : Emilia Chiapponi
- Renzo Rinaldi : Le mari d'Emilia
- Salvatore Baccaro : Le moustachu
- Dorit Henke : La victime de Dracula

En panne des sens (L'attimo fuggente)
- Alberto Lionello : Filippo
- Giovanna Ralli : Esmeralda
- Nello Pazzafini : Le loueur de voiture

Le Garde du corps (La guardia del corpo)
- Marty Feldman : Alex
- Dayle Haddon : Marina
- Mimmo Crao : François, l'artiste de Palerme

Pour une heure d’amour (I soldi in bocca)
- Enrico Montesano : Salvatore
- Barbara Bouchet : Barbara
- Franco Diogene : Ignazio, le mari de Barbara
- Fiammetta Baralla : La femme dans la salle de bains

Vue imprenable (Un posto tranquillo)
- Aldo Maccione : Adriano Serpetti
- Angelo Pellegrino : Le prêtre
- Sydne Rome : Marcella Fosne

## Accueil critique
Selon Loïc Blavier dans Tortillapolis, « Bon enfant y compris dans ses instants les plus érotiques, il est dans le ton de ce que la libération des mœurs a provoqué pour le cinéma comique et populaire italien. C’est-à-dire avant tout la désacralisation de la nudité, des convenances et des carcans sociaux. »